# Ronnie Lee Gardner
Pour les articles homonymes, voir Gardner.
Ronnie Lee Gardner, né le 16 janvier 1961 à Salt Lake City est mort exécuté le 18 juin 2010 à Draper, est un criminel américain qui a reçu la peine de mort pour meurtre en 1985 et a été exécuté par un peloton d'exécution en 2010. Le cas de Gardner qui a passé près de vingt-cinq ans dans le couloir de la mort a incité la Chambre des représentants de l'Utah à légiférer pour limiter le nombre d'appels dans les affaires criminelles avec peine de mort.

## Affaire Gardner
En octobre 1984, Gardner a tué Melvyn John Otterstrom lors d'un cambriolage à Salt Lake City. Alors qu'il a été transféré en avril 1985 pour une audience au tribunal pour cet homicide, il a abattu l'avocat Michael Burdell dans une tentative infructueuse d'évasion. Reconnu coupable de deux chefs d'accusation de meurtre, Gardner a été condamné à la réclusion à perpétuité pour le premier chef d'accusation et a reçu la peine de mort pour la seconde. L'État a adopté des mesures de sécurité plus strictes à la suite de cet incident survenu au palais de justice. Alors qu'il était détenu à la prison d'État de l'Utah, Gardner a été accusé d'un autre crime capital pour avoir poignardé un détenu en 1994. Cependant, cette accusation a été rejetée par la Cour suprême de l'Utah parce que la victime a survécu.
Dans une série d'appels, les avocats de la défense de Gardner ont présenté des preuves atténuantes de l'éducation troublée de leur client, qui avait passé presque toute sa vie adulte incarcéré. Sa demande de commutation de sa peine de mort a été refusée en 2010 après que les familles de ses victimes eurent témoigné contre lui. L'équipe juridique de Gardner a porté l'affaire devant la Cour suprême des États-Unis, qui a refusé d'intervenir.
L'exécution de Gardner à la prison d'État de l'Utah a attiré l'attention des médias en juin 2010, car elle a été la première à être effectuée par un peloton d'exécution aux États-Unis depuis quatorze ans. Gardner avait déclaré auparavant qu'il souhaitait cette méthode d'exécution en raison de son origine mormone. La veille de son exécution, l'Église de Jésus-Christ des saints des derniers jours a publié une déclaration clarifiant sa position sur la question de l'expiation par le sang des individus. L'affaire a également attiré un débat sur la peine capitale et si Gardner avait été inexorablement destiné à une vie de violence à cause de son enfance difficile.